# Vedat de Petit
El Vedat de Batllevell és un paratge, antic vedat de caça, del municipi de Castell de Mur, al Pallars Jussà, a l'antic terme de Mur, en terres del poble de Vilamolat de Mur.
Està situat al sud-est de Vilamolat de Mur, a llevant de l'Obaguet. Queda delimitat al nord-est pel Clot del Roure, al sud-est, pels Horts de Rius, al sud-oest pel Clot del Ferrer, i al nord-oest per l'Obaguet abans esmentat.